# Gozdna železnica Črnomelj–Adlešiči
Gozdna železnica Črnomelj - Adlešiči je bila prometna pot za prevoz lesa iz gozdov Velikega bukovja, ki ležijo med Adlešiči in Tribučami do železniške postaje v Črnomlju v Beli krajini.
Po dograditvi železniške proge Ljubljana - Novo mesto so leta 1912 pričeli graditi progo iz Novega mesta proti Karlovcu. Dela na tej progi so bila končana tik pred pričetkom prve svetovne vojne. Zaradi velikih potreb po lesu se je vojaška uprava odločila poseči v še neizkoriščene gozdne površine od Črnomlja proti Adlešičem. Gozd imenovan Veliko bukovje je bil do dograditve belokranjske železnice tako rekoč nepomemben, saj lesa ni bilo mogoče odvažati v oddaljene kraje.
Pri Črnomlju se je nastanila 32. železniška kompanija kot del cesarsko-kraljevih vojaških železniških enot. Z vojnimi ujetniki so pričeli graditi ozkotirne vojaške izvlačilne železnice t. i. »Rohllbahne« v smeri proti Velikemu bukovju, oziroma Adlešičem. Progo so gradili kot gozdno železnico in pri tem uporabljali standardni vojaški material za te vrste prog. Na kraju, ki se danes imenuje Sekular, ker je tam stala žaga cirkularka za rezanje pragov, so postavili ujetniško taborišče. V njem je živelo okoli 600 vojnih ujetnikov, večinoma Rusov in Italijanov, ki so 22. oktobra 1917 pričeli graditi progo. Gradnja je bila končana 5. avgusta 1918.
Proga je potekala iz Črnomlja proti zaselku Žagarci, kjer je bil zgrajen most preko Lahinje, mimo Desinec in Tribuč v Bukovje in naprej do Adlešičev, in je bila dolga okoli 18 km. V gozdovih Bukovja se je delila na več krajših stranskih prog-koturač, po katerih so z lesom naložene tovorne vagončke vlekli s konji. Te stranske proge so imele skupno dolžino okoli 4 km. Tako je imela celotna proga dolžino okoli 22 km.
Za obratovanje s parnimi lokomotivami je bila primerna le glavna proga proti Adlešičem. Na progi, ki je imela tirno širino 600 mm, je obratovalo šest parnih lokomotiv. Število vagončkov žal ni znano, bili pa so to običajni vagončki gozdnih železnic iz tistega časa, imenovani »gipi« in »rami«. Vagončki so bili robustno izdelani in brez vzmetenja. Ročne zavore so imeli le nekateri. Kompozicija gozdnega vlaka je običajno štela deset vagončkov. Na en vagonček so naložili okoli 10 m³ lesa. Dnevno so opravili dve do tri vožnje.
V Velikem bukovju so kuhali tudi oglje in ga z železnico vozili v Črnomelj. Ni znano, kakšne vagončke so uporabljali za ta namen.
Gozdna železnica v Veliko bukovje je vplivala na vse okoliške vasi in življenje v njih. Prebivalci so dobili stalno ali pa občasno zaposlitev, lahko so tudi posojali živino za vleko v gozdovih. Progo so opustili leta konec 1927. Železnica je dajala zaslužek ljudem v krajih, ki so bili gospodarsko zelo pasivni, zato jih je opustitev proge in sečnje še posebno prizadela in povečala revščino ter izseljevanje.
Trasa gozdne železnice je bila po 2. svetovni vojni razširjena in spremenjena v gozdno cesto. Zanimivo je, da domačini še vedno uporabljajo stare krajevne oznake, ki so nastale ob gradnji železnice. Imena kot so Štacjon, Veksel, Sekular, Mali glajz idr., so še vedno živa.